# Characidium
Characidium ist die artenreichste Gattung aus der Familie der Pracht- und Bodensalmler (Crenuchidae). Sie kommt von Panama bis nach Nordargentinien vor.

## Merkmale
Characidium-Arten sind kleine, langgestreckte Fische, die eine Länge bis 8 cm erreichen können. Charakteristische Merkmale der Gattung sind die unbezahnte Maxillare (ein Oberkieferknochen), eine vollständig ausgebildete Seitenlinie, ein nur rudimentär entwickelter erster Rückenflossenstrahl und große Brustflossen mit der Flossenformel 3-5/6-12.

## Arten
Es gibt fast 60 Arten, die zum Teil nur mangelhaft diagnostiziert worden sind.
- Characidium alipioi Travassos, 1955
- Characidium amaila Lujan, Agudelo-Zamora, Taphorn, Booth & López-Fernández, 2013
- Characidium bahiense Almeida, 1971
- Characidium bimaculatum Fowler, 1941
- Characidium boavistae Steindachner, 1915
- Characidium boehlkei Géry, 1972
- Characidium bolivianum Pearson, 1924
- Characidium borellii (Boulenger, 1895)
- Characidium brevirostre Pellegrin, 1909
- Characidium caucanum Eigenmann, 1912
- Characidium chupa Schultz, 1944
- Characidium clistenesi Melo & Espíndola, 2016
- Characidium crandellii Steindachner, 1915
- Characidium cricarense Malanski et al., 2019
- Characidium declivirostre Steindachner, 1915
- Characidium deludens Zanata & Camelier, 2015
- Characidium etheostoma Cope, 1872
- Characidium etzeli Zarske & Géry, 2001
- Characidium fasciatum Reinhardt, 1867, Typusart
- Characidium gomesi Travassos, 1956
- Characidium grajahuensis Travassos, 1944
- Characidium hasemani Steindachner, 1915
- Characidium heinianum Zarske & Géry, 2001
- Characidium helmeri Zanata et al., 2015
- Characidium interruptum Pellegrin, 1909
- Characidium japuhybense Travassos, 1949
- Characidium kamakan Zanata & Camelier, 2015
- Characidium lagosantense Travassos, 1947
- Characidium lanei Travassos, 1967
- Characidium laterale (Boulenger, 1895)
- Characidium lauroi Travassos, 1949
- Characidium litorale Leitão & Buckup, 2014
- Characidium longum Taphorn, Montaña & Buckup, 2006
- Characidium macrolepidotum (Peters, 1868)
- Characidium marshi Breder, 1925
- Characidium nana Mendoça & Netto-Ferreira, 2015
- Characidium occidentale Buckup & Reis, 1997
- Characidium oiticicai Travassos, 1967
- Characidium orientale Buckup & Reis, 1997
- Characidium papachibe Peixoto & Wosiacki, 2013
- Characidium pellucidum Eigenmann, 1909
- Characidium phoxocephalum Eigenmann, 1912
- Characidium pteroides Eigenmann, 1909
- Characidium pterostictum Gomes, 1947
- Characidium purpuratum Steindachner, 1882
- Characidium rachovii Regan, 1913
- Characidium roesseli Géry, 1965
- Characidium samurai Zanata & Camelier, 2014
- Characidium satoi Melo & Oyakawa, 2015
- Characidium sanctjohanni Dahl, 1960
- Characidium schindleri Zarske & Géry, 2001
- Characidium schubarti Travassos, 1955
- Characidium serrano Buckup & Reis, 1997
- Characidium steindachneri Cope, 1878
- Characidium stigmosum Melo & Buckup, 2002
- Characidium summus Zanata & Ohara, 2015
- Characidium tapuia Zanata et al., 2018
- Characidium tenue (Cope, 1894)
- Characidium timbuiense Travassos, 1946
- Characidium travassosi Melo et al., 2016
- Characidium vestigipinne Buckup & Hahn, 2000
- Characidium vidali Travassos, 1967
- Characidium zebra Eigenmann, 1909